# خيسوس لوغو
خيسوس لوغو (بالإسبانية: Jesús Lugo)‏ (14 سبتمبر 1991 في فنزويلا - ) هو لاعب كرة قدم فنزويلي في مركز الوسط. شارك مع منتخب فنزويلا تحت 20 سنة لكرة القدم ومنتخب فنزويلا لكرة القدم. أما مع النوادي، فقد لعب مع Aragua F.C. ‏.

## وصلات خارجية
- خيسوس لوغو على موقع قاعدة بيانات كرة القدم.إي يو (الإنجليزية)
- خيسوس لوغو على موقع Soccerway.com (الإنجليزية)